# Гуго Ігнотус

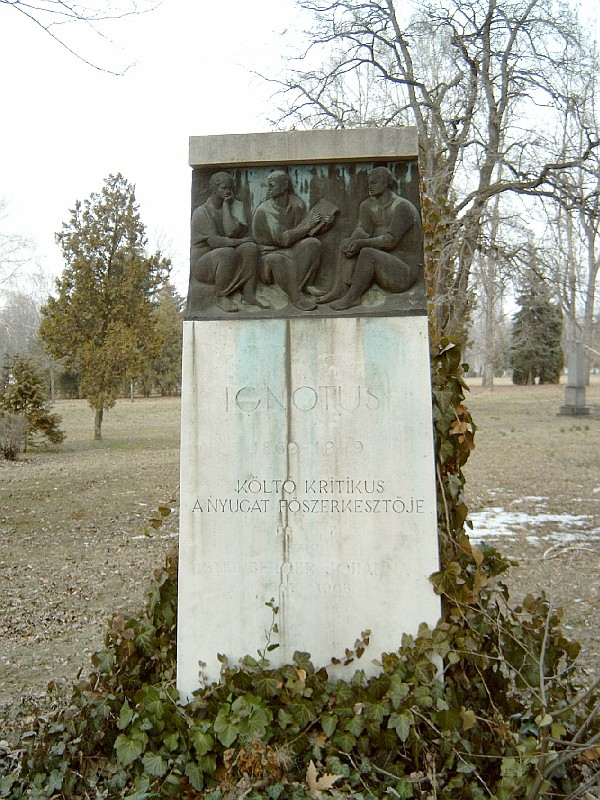
Пам'ятник на могилі Ігнотуса на кладовищі Керепеші в Будапешті

Гуго Ігнотус (літературний псевдонім Гуго Файгельсберга) (угор. Hugó Ignotus; 2 листопада 1869, Пешт — 3 серпня 1949, Будапешт, Угорщина) — угорський письменник, поет, редактор, публіцист, есперантист. Доктор наук. Один із найвидатніших літературних критиків Угорщини.

## Біографія
Народився у 1869 році в німецькомовній єврейській родині. Його батько, Лео Файгельсберг, працював головним редактором угорської газети Pester Lloyd. Гуго вивчав право, став юристом. Отримав докторський ступінь у Будапештському університеті, зайнявся журналістикою. Співпрацював з низкою газет, зокрема, A Hét та Magyar Hírlap. Здійснив поїздки до Німеччини, Туреччини, США тв Балканами. У 1906 році був одним із співзасновників журналу «Szerda».
У 1908 році Гуго Ігнотус співзасновник літературного журналу «Nyugat» і з 1908 по 1929 рік — його головний редактор.
Під час Першої світової війни був в числі пацифістів, підтримував політику монархії. Після Угорської революції 1919 року йому було довірено вести політичну діяльність за кордоном, в зв'язку з чим він довгий час не міг повернутися до Угорщини. Розгорнув за кордоном широку журналістську діяльність.
Після аншлюсу в 1938 році Г. Ігнотус втік з Відня через Будапешт до Лондона, звідки в 1941 році переїхав до США. У 1948 році повернувся назад на Батьківщину, будучи невиліковно хворим.
Помер в 1949 році. Похований на кладовищі Керепеші в Будапешті.

## Творчість
У 1891 році вийшов перший роман у віршах Гуго Ігнотуса «Прикрості Шлеміля», написаний під сильним впливом творчості Гейне. Ці вірші пройняті іронічним ставленням до самого себе, що поєднується зі скептицизмом і чуттєвим сприйняттям життя.
Згодом Ігнотус перейшов до критики, яка займала перше місце в його літературної діяльності. У 1890-тих роках, на противагу націоналістичним дрібнобуржуазним прагненням угорської літератури, Гуго Ігнотус став прибічником натуралістичного і реалістичного напряму. В основі його критичних робіт лежить теорія «Мистецтво для мистецтва», з якої він робить дуже кардинальні висновки. Г. Ігнотус гаряче підтримував всі нові літературні течії, і коли на початку XX століття в Угорщині розгорілася запекла полеміка між літературними угрупованнями ультранатуралізму, символізму та експресіонізму і старими напрямками, він став головним редактором періодичного видання «молодих» — «Der Westen».
Популярність йому принесли збірники статей «За читанням» (1906), «Досліди» (1910) та ін..

## Вибрані публікації
- A Slemil keservei (1891)
- Vallomások (1895)
- Verse (1895)
- Változatok a G-húron (1902)
- A Hét szakácskönyve (1902)
- Legteljesebb legyező- és virágnyelv (1905)
- Olvasás közben jegyzetek és megjegyzések (1906)
- Feljegyzések (1909)
- Kísérletek cikkek és képek (1910)
- Színházi dolgok (1912)
- Egy év történelem jegyzetek 1914 tavaszától 1915 nyaráig (1916)
- Egy év halál jegyzetek 1914 tavaszától 1915 nyaráig (1916)
- Ignotus verseiből (1918)
- Ignotus novelláiból (1918)
- Olvasás közben új folyam újságcikkek 1913 és 1921 körül (1922)
- L'amour. Ses joies. Ses amertumes. Son rôle social (1927)
- A Nyugat útja (1930)
- Ignotus válogatott írásai. Versek, novellák (1969).

## Нагороди
- Премія Pro Arte
- Премія імені Баумгартена (1949)